# MEWA
MEWA Textil-Service SE er en tysk tekstilservicevirksomhed med 45 afdelinger i Tyskland og tilstedeværelse i 13 europæiske lande. De har koncernhovedkvarter i Wiesbaden. De tilbyder en fuld-service tekstilløsning med levering, afhentning og rensning af tekstiler. I 2020 havde de 5.700 ansatte og en omsætning på 745 mio. euro.
1. august 1908 grundlagde Hermann Gebauer det Mechanische Weberei Altstadt GmbH i Altstadt ved Ostritz i Sachsen.